# Agrostis joyceae
Agrostis joyceae é uma espécie de gramínea do gênero Agrostis, pertencente à família Poaceae.